# Каридад Браво Адамс
Каридад Браво Адамс (на испански: Caridad Bravo Adams) е мексиканска писателка и сценаристка. Дъщеря е на кубински актьори. Каридад посвещава живота си, за да създава драматични истории за радионовели, филми и теленовели.
Историите ѝ са екранизирани в цяла Латинска Америка. Най-известните ѝ творби са Corazón salvaje и La mentira, които са адаптирани в няколко държави, но най-известните от тях са създадени в Мексико.

## Биография
Каридад Браво Адамс е родена на 14 януари 1908 г. във Виляермоса. Дъщеря е на кубински актьори, мигрирали във Виляермоса, сестра е на актьора Леон Браво. Едва 16-годишна, Каридад пише първата си книга с поезия, озаглавена Pétalos sueltos, последвана от други книги в същия жанр.
През 30-те години заминава за Мексико, където се посвещава на журналистиката. През 1936 г. се завръща в Куба. Там пише радионовелата „Не вярвам на мъжете“ (Yo no creo en los hombres), първата драма в творчеството ѝ.
Пише няколко исторически романа за независимостта на Куба. След възхода на Фидел Кастро, тя се връща в Мексико, където остава до края на живота си. В Мексико създава новелите „Лъжата“ (La mentira), „Диво сърце“ (Corazón salvaje), „Натрапницата“ (La intrusa), „Непростимо“ (Lo imperdonable), „Смъртен грях“ (Pecado mortal) и „Сватби по омраза“ (Bodas de odio) – творби, които я превръщат в най-популярния писател в този жанр из Латинска Америка.
След смъртта на Каридад Браво Адамс, Телевиса прави нови адаптации на най-известните ѝ произведения – като Непокорно сърце, Лъжата, Сватби по омраза – но също така, компанията прави адаптации на произведения, които никога не са били екранизирани, като Плантация на страсти, Буря в Рая и други.

## Творчество

### Книги
На 16-годишна възраст Каридад публикува първата си стихосбирка, озаглавена Pétalos sueltos, следвана от Cuatrilogía primordial (Сан Салавдор), Reverberación (Каракас), Trópico (Мексико) и Marejada (Хавана).
През 30-те години се установява в град Мексико, където се отдава на журналистиката. През същия период е председател на Мексиканската женска асоциация.
След като се завръща в Куба, Каридад Браво Адамс пише радионовелата „Не вярвам на мъжете“ (Yo no creo en los hombres), първата драма в творчеството ѝ, която я популяризира в цяла Латинска Америка.
След това пише исторически романи за Антонио Масео и Игнасио Аграмонте, кубински герои за независимост.
След възхода на Фидел Кастро в Куба, Каридад се връща в Мексико, където живее до края на живота си. Там създава успешни произведения като „Лъжата“ (La mentira), „Цената на един мъж“ (El precio de un hombre), „Диво сърце“ (Corazón salvaje), „Натрапницата“ (La intrusa), „Непростимо“ (Lo imperdonable) и „Сватби по омраза“ (Bodas de odio), както и много други, спечелили безброй награди.
Нейната единствена театрална пиеса Agustín Ramírez е представена в Casino de la Selva в Куернавака през 1962 г. По време на професионалното си развитие произведенията ѝ са широко признати и печели орден „Несауалкойотъл“, присъден от Дружеството на писателите в Мексико.
Браво Адамс пише повече от 20 книги, някои от които са адаптирани от нея за теленовели, а други дори променя за ново поколение зрители. Сред най-известните ѝ са: Reverberación (1931), La mentira (1950), Corazón salvaje (1957), Bodas de odio (1960), Cita con la muerte (1962), Águeda (1965), Tzintzuntzan (1967), 20 historias de amor (1968), Deborah (1969), Trópico de fuego (1975), Lo que tu callas (1977), Nuestro amor (1975), Sol de invierno (1979), Paraíso maldito (1984), Al pie del altar, El enemigo, Aprendiendo a amar, Orgullo de mujer и Águilas frente al sol.

### Кино
Лъжата (La mentira)
- Лъжата – Мексико (1952)
- Лъжата – Мексико (1970)

Не вярвам на мъжете (Yo no creo en los hombres)
- Yo no creo en los hombres – Мексико (1954)

Натрапницата (La intrusa)
- La intrusa – Мексико (1954)

Смъртен грях (Pecado mortal)
- Pecado mortal – Мексико (1955)

Измамникът (El engaño)
- Estafa de amor – Мексико (1955)
- Estafa de amor – Мексико (1970)

Диво сърце (Corazón salvaje)
- Corazón salvaje – Мексико (1956)
- Диво сърце – Мексико (1968)

Женска гордост (Orgullo de mujer)
- Orgullo de mujer – Мексико (1956)

Разказват за една жена (Cuentan de una mujer)
- Cuentan de una mujer – Мексико (1959)

### Теленовели
Лъжата (La mentira)
- Лъжата – Мексико (1965)
- Calúnia – Бразилия (1966), адаптация от Талма де Оливейра
- La mentira – Венецуела (1972)
- Любовта никога не умира – Мексико (1982), адаптация от Виоланте Виямил (свободна версия)[3]
- Лъжата – Мексико (1998), адаптация от Нора Алеман (свободна версия)
- Клетва за отмъщение – САЩ (2008), адаптация от Нора Кастийо (Римейк на Лъжата от 1998)
- Когато се влюбиш – Мексико (2010), версия и либрето от Марта Карийо и Кристина Гарсия (свободна версия на Лъжата от 1998 с елементи от Любовта никога не умира)
- Corações Feridos – Бразилия (2012), адаптация от Ирис Абраванел (свободна версия)
- Непростимо – Мексико (2015), версия и либрето от Химена Суарес (Римейк на Лъжата от 1998, сливащ се с Непростимо и Цинцунцан, нощта на мъртвите)

Не вярвам на мъжете (Yo no creo en los hombres)
- Не вярвам на мъжете – Мексико (1969)
- Не вярвам на мъжете – Мексико (1991), адаптация от Марсия дел Рио
- 2-ра част на Булчински воал – Мексико (2003), адаптация от Марсия дел Рио (свободна версия)
- Не вярвам на мъжете – Мексико (2014), версия и либрето от Айда Гуахардо (свободна версия)[4]

Натрапницата/Габриела (La intrusa/Gabriela)
- La intrusa – Мексико (1964)

Смъртен грях (Pecado mortal)
- Смъртен грях – Мексико (1960)
- Прегърни ме много силно – Мексико (2000), версия и либрето от Рене Муньос (свободна версия)
- Нека Бог ти прости – Мексико (2015), версия и либрето от Хуан Карлос Алкала (Римейк на Прегърни ме много силно)

Измамникът/Любовна измама (El engaño/Estafa de amor)
- Любовна измама – Мексико (1961)
- Любовна измама – Мексико (1968)
- Estafa de amor – Колумбия (1971), адаптация и либрето от Бернардо Ромеро Перейро
- Измамата – Мексико (1986), адаптация от Фернанда Вийели (свободна версия)
- Лабиринти на страстта – Мексико (1999), адаптация от Куаутемок Бланко и Мария дел Кармен Пеня (свободна версия, базирана на Любовна измама от 1961 г.)
- Лъжовно сърце – Мексико (2016), версия и либрето от Антонио Абаскал, Карлос Даниел Гонсалес и Данте Ернандес (свободна версия, базирана на Лабиринти на страстта).

Диво сърце (Corazón salvaje)
- Диво сърце – Мексико (1966)
- Juan del diablo – Пуерто Рико (1966)
- Диво сърце – Мексико (1977)
- Диво сърце – Мексико (1993), версия и либрето от Мария Саратини (свободна версия)
- Непокорно сърце – Мексико (2009), версия от Лиляна Абуд (Слива се с Аз купувам тази жена от Олга Руилопес)

Женска гордост (Orgullo de mujer)
- Другият – Мексико (1960)
- Заради любовта ти – Мексико (1999), версия от Габриела Ортигоса

Врагът (El enemigo)
- Врагът – Мексико (1961)
- Врагът – Мексико (1979)
- Разногласие – Мексико (1997), адаптация от Кармен Даниелс, Лиляна Абуд и Хорхе Лосано Сориано (базирана на Врагът от 1961 г.)

Сбогом, любов моя (Adiós, amor mío)
- Adiós, amor mío – Мексико (1962)

Отвъд сърцето (Más allá del corazón)
- Más allá del corazón – Перу (1963)

Уговорка със смъртта (Cita con la muerte)
- Cita con la muerte – Мексико (1963)

Кристина Гусман (Cristina Guzmán)
- Cristina Guzmán – Мексико (1966)

Мечтай с мен, Донахи (Sueña conmigo Donaji)
- Sueña conmigo Donaji – Мексико (1967)

По-силна от омразата/Любов в пустинята (Más fuerte que el odio/Amor en el desierto)
- Amor en el desierto – Мексико (1967)

Забранено (Lo prohibido)
- Lo prohibido – Мексико (1967)

Дебора (Deborah)
- Deborah – Мексико (1967)

Непознатата (La desconocida)
- Pasión gitana – Мексико (1968)

Агеда (Águeda)
- Águeda – Мексико (1968)

Кристина (Cristina)
- Yo sé que nunca – Мексико (1970)
- Есперанса – Мексико (1999), версия и либрето от Марсия дел Рио (свободна версия)
- Jamais Te Esquecerei – Бразилия (2003), адаптация от Енрике Самбели (Римейк на Есперанса)

Цената на един мъж (El precio de un hombre)
- El precio de un hombre – Мексико (1970)
- Любовта няма цена – Мексико (2005), версия от Мария Антониета „Калу“ Гутиерес и Алберто Гомес (Слива се с Рехина Карбонел от Инес Родена)

Хиената (La hiena)
- Хиената – Мексико (1973)

Непростимо (Lo imperdonable)
- Непростимо – Мексико (1975)
- Винаги ще те обичам – Мексико (2000), адаптация от Консуело Гаридо, Херхина Тиноко и Алберто Аридхис (свободна версия)
- Непростимо – Мексико (2015), версия и либрето от Химена Суарес (Слива се с Лъжата и Цинцунцан, нощта на мъртвите)

Мама (Mamá)
- Mama – Венецуела (1975)

Да се науча да обичам (Aprendiendo a amar)
- Да се научиш да обичаш – Мексико (1979), адаптация от Фернанда Вийели

Душа и тяло (Alma y carne)
- Проблемите на един лекар – Мексико (1980), адаптация от Ернесто Алонсо

Сватби по омраза (Bodas de odio)
- Сватби по омраза – Мексико (1983), адаптация от Мария Саратини (свободна версия)
- Истинска любов – Мексико (2003), адаптация от Мария Саратини
- Това, което животът ми открадна – Мексико (2013), версия и либрето от Хуан Карлос Алкала (свободна версия)

Прокълнато наследство (Herencia maldita)
- Прокълнато наследство – Мексико (1986), адаптация от Виоланте Виямил и Лила Йоланда Андраде (свободна версия)

Сянка между двамата/В подножието на олтара (Una sombra entre los dos/Al pie del altar)
- Плантация на страсти – Мексико (1996), версия от Мария дел Кармен Пеня и Куаутемок Бланко (свободна версия)
- Canavial de Paixões – Бразилия (2003), адаптация от Енрике Самбели и Симон Боер (Римейк на Плантация на страсти, сливащ се с Сянка между двамата/В подножието на олтара)
- Бездната на страстта – Мексико (2012), версия и либрето от Хуан Карлос Алкала (Римейк на Плантация на страсти)

Буря от страсти (Tormenta de pasiones)
- Tormenta de pasiones – Мексико (1968)
- Девствената съпруга – Мексико (2005), версия от Лиляна Абуд (Базирана на Tormenta de pasiones)

Прокълнат рай/Адско синьо (Un paraíso maldito/Azul infierno)
- Буря в Рая – Мексико (2007), адаптация от Марсия дел Рио

Цинцунцан, нощта на мъртвите (Tzintzuntzán, la noche de los muertos)
- Непростимо – Мексико (2015), версия и либрето от Химена Суарес (Слива се с Лъжата и Непростимо)

### Адаптации
- Съдия Х. Х. – Мексико (1979) оригинал от Артуро Моя Грау
- Доменика Монтеро – Мексико (1978) оригинал от Инес Родена
- Булчински воал – Мексико (1971) оригинал от Жанет Клер
- Simplemente María – Перу (1969) оригинал от Селия Алкантара